# Eerste Divisie 2019
La Eerste Divisie 2019 è la 19ª edizione del campionato olandese di football americano di secondo livello, organizzato dalla AFBN.

## Squadre partecipanti
| Club                   | Città      | Stadio | Sponsor ufficiale | Risultato nella stagione 2018 |
| ---------------------- | ---------- | ------ | ----------------- | ----------------------------- |
| 010 Trojans            | Rotterdam  |        |                   |                               |
| Amsterdam Crusaders II | Amsterdam  |        |                   |                               |
| Amsterdam Panthers     | Amsterdam  |        |                   |                               |
| Den Haag Raiders '99   | L'Aia      |        |                   |                               |
| Eindhoven Predators    | Eindhoven  |        |                   |                               |
| Enschede Broncos       | Enschede   |        |                   |                               |
| Maastricht Wildcats    | Maastricht |        |                   |                               |
| Nijmegen Pirates       | Nimega     |        |                   |                               |

## Stagione regolare

### Calendario

#### 1ª giornata
| Amsterdam 10 marzo 2019, ore 14:00 | Amsterdam Panthers | 12 – 6 referto | Den Haag Raiders '99 |  |

| Maastricht 10 marzo 2019, ore 14:00 | Maastricht Wildcats | 0 – 51 referto | 010 Trojans |  |

| Enschede 10 marzo 2019, ore 16:30 | Enschede Broncos | 0 – 45 referto | Eindhoven Predators |  |

| Nimega 10 marzo 2019, ore 14:00 | Nijmegen Pirates | 20 – 0 referto | Amsterdam Crusaders II |  |

#### 2ª giornata
| Eindhoven 24 marzo 2019, ore 14:00 | Eindhoven Predators | 0 – 37 referto | Amsterdam Panthers |  |

| L'Aia 24 marzo 2019, ore 14:00 | Den Haag Raiders '99 | 20 – 30 referto | 010 Trojans |  |

| Enschede 24 marzo 2019, ore 14:00 | Enschede Broncos | 18 – 23 referto | Nijmegen Pirates |  |

| Amsterdam 24 marzo 2019, ore 14:00 | Amsterdam Crusaders II | 12 – 22 referto | Maastricht Wildcats |  |

#### 3ª giornata
| Amsterdam 7 aprile 2019, ore 14:00 | Amsterdam Panthers | 39 – 0 referto | Enschede Broncos |  |

| Nimega 7 aprile 2019, ore 14:00 | Nijmegen Pirates | 0 – 16 referto | Eindhoven Predators |  |

| L'Aia 7 aprile 2019, ore 14:00 | Den Haag Raiders '99 | 59 – 6 referto | Maastricht Wildcats |  |

#### 4ª giornata
| Amsterdam 14 aprile 2019, ore 14:00 | Amsterdam Crusaders II | 0 – 47 referto | 010 Trojans |  |

#### 5ª giornata
| Rotterdam 28 aprile 2019, ore 14:00 | 010 Trojans | 13 – 27 referto | Amsterdam Panthers |  |

| L'Aia 28 aprile 2019, ore 14:00 | Den Haag Raiders '99 | 20 – 0 (a tavolino) referto | Nijmegen Pirates |  |

| Maastricht 28 aprile 2019, ore 14:00 | Maastricht Wildcats | 28 – 12 referto | Enschede Broncos |  |

#### 6ª giornata
| Tilburg 5 maggio 2019, ore 14:00 | Eindhoven Predators | 50 – 6 referto | Amsterdam Crusaders II |  |

#### 7ª giornata
| Nimega 12 maggio 2019, ore 14:00 | Nijmegen Pirates | 0 – 20 (a tavolino) referto | Amsterdam Panthers |  |

| Enschede 12 maggio 2019, ore 14:00 | Enschede Broncos | 0 – 20 (a tavolino) referto | 010 Trojans |  |

| Amsterdam 12 maggio 2019, ore 14:00 | Amsterdam Crusaders II | 0 – 20 (a tavolino) referto | Den Haag Raiders '99 |  |

| Maastricht 12 maggio 2019, ore 14:00 | Maastricht Wildcats | 32 – 15 referto | Eindhoven Predators |  |

#### 8ª giornata
| Amsterdam 26 maggio 2019, ore 14:00 | Amsterdam Panthers | 44 – 0 referto | Maastricht Wildcats |  |

| Rotterdam 26 maggio 2019, ore 14:00 | 010 Trojans | 20 – 0 referto | Nijmegen Pirates |  |

| Amsterdam 26 maggio 2019, ore 14:00 | Amsterdam Crusaders II | 20 – 0 (a tavolino) referto | Enschede Broncos |  |

| Spijkenisse 26 maggio 2019, ore 14:00 | Eindhoven Predators | 0 – 20 (a tavolino) referto | Den Haag Raiders '99 |  |

#### 9ª giornata
| Amsterdam 2 giugno 2019, ore 14:00 | Amsterdam Panthers | 20 – 0 (a tavolino) referto | Amsterdam Crusaders II |  |

#### 10ª giornata
| Rotterdam 9 giugno 2019, ore 14:00 | 010 Trojans | 61 – 6 referto | Eindhoven Predators |  |

| Nimega 9 giugno 2019, ore 14:00 | Nijmegen Pirates | 14 – 30 referto | Maastricht Wildcats |  |

| L'Aia 9 giugno 2019, ore 14:00 | Den Haag Raiders '99 | 20 – 0 (a tavolino) referto | Enschede Broncos |  |

### Classifica
La classifica della regular season è la seguente:
- PCT = percentuale di vittorie, G = partite giocate, V = partite vinte, P = partite perse, PF = punti fatti, PS = punti subiti

| Pos. | Squadra                | PCT   | G | V | N | P | PF  | PS  |
| ---- | ---------------------- | ----- | - | - | - | - | --- | --- |
| 1    | Amsterdam Panthers     | 1.000 | 7 | 7 | 0 | 0 | 199 | 19  |
| 2    | 010 Trojans            | .857  | 7 | 6 | 0 | 1 | 242 | 53  |
| 3    | Den Haag Raiders '99   | .571  | 7 | 4 | 0 | 3 | 165 | 48  |
| 4    | Maastricht Wildcats    | .571  | 7 | 4 | 0 | 3 | 118 | 207 |
| 5    | Eindhoven Predators    | .429  | 7 | 3 | 0 | 4 | 132 | 156 |
| 6    | Nijmegen Pirates       | .286  | 7 | 2 | 0 | 5 | 57  | 124 |
| 7    | Amsterdam Crusaders II | .143  | 7 | 1 | 0 | 6 | 38  | 179 |
| 8    | Enschede Broncos       | .000  | 7 | 0 | 0 | 7 | 30  | 195 |

## Playoff

### Tabellone
|  | Semifinali | Semifinali           | Semifinali |             |    | XIX Runners-Up Bowl | XIX Runners-Up Bowl | XIX Runners-Up Bowl |  |
|  |            |                      |            |             |    |                     |                     |                     |  |
|  | 1          | Amsterdam Panthers   | 13         |             |    |                     |                     |                     |  |
|  | 1          | Amsterdam Panthers   | 13         |             |    |                     |                     |                     |  |
|  | 4          | Maastricht Wildcats  | 6          |             |    |                     |                     |                     |  |
|  | 4          | Maastricht Wildcats  | 6          |             | 1  | Amsterdam Panthers  | 3                   |                     |  |
|  |            |                      |            |             | 1  | Amsterdam Panthers  | 3                   |                     |  |
|  |            |                      | 2          | 010 Trojans | 15 |                     |                     |                     |  |
|  | 2          | 010 Trojans          | 2          | 010 Trojans | 15 | 14                  |                     |                     |  |
|  | 2          | 010 Trojans          |            |             |    |                     |                     |                     |  |
|  | 3          | Den Haag Raiders '99 | 13         |             |    |                     |                     |                     |  |

### Semifinali
| 23 giugno 2019 | Amsterdam Panthers | 13 – 6 | Maastricht Wildcats |  |

| 23 giugno 2019 | 010 Trojans | 14 – 13 | Den Haag Raiders '99 |  |

### XIX Runners-Up Bowl
| 6 luglio 2019, ore 17:00 | Amsterdam Panthers | 3 – 15 | 010 Trojans |  |

## Verdetti
- 010 Trojans Vincitori del Runners-Up Bowl 2019